# Peretokî, Kostopil
Peretokî (în ucraineană Перетоки) este un sat în comuna Zlazne din raionul Kostopil, regiunea Rivne, Ucraina.

## Demografie
Componența lingvistică a localității Peretokî
     Ucraineană (99,74%)
     Alte limbi (0,26%)
Conform recensământului din 2001, majoritatea populației localității Peretokî era vorbitoare de ucraineană (99,74%), existând în minoritate și vorbitori de alte limbi.